# Hrabstwo Griggs

Piramida wieku hrabstwa

Hrabstwo Griggs (ang. Griggs County) to hrabstwo w stanie Dakota Północna w Stanach Zjednoczonych. Hrabstwo zajmuje powierzchnię 1 854,87 km². Według szacunków United States Census Bureau w roku 2006 miało 2 456 mieszkańców. Siedzibą hrabstwa jest Cooperstown.

## Geografia
Hrabstwo Griggs zajmuje powierzchnię całkowitą 1 854,87 km², z czego 1 835,01 km² to powierzchnia lądowa, a 19,87 km² (1,1%) to powierzchnia wodna.

### Miejscowości
- Binford
- Cooperstown
- Hannaford

### CDP
- Jessie
- Sutton